# Butch Cassidy et le Kid
Pour les articles homonymes, voir Butch Cassidy et Cassidy.
 (septembre 2021).
Si vous disposez d'ouvrages ou d'articles de référence ou si vous connaissez des sites web de qualité traitant du thème abordé ici, merci de compléter l'article en donnant les références utiles à sa vérifiabilité et en les liant à la section « Notes et références ».
Série
Les Joyeux Débuts de Butch Cassidy et le Kid
(1979)
Pour plus de détails, voir Fiche technique et Distribution.
Butch Cassidy et le Kid (Butch Cassidy and the Sundance Kid) est un western américain de George Roy Hill sorti en 1969.

## Synopsis
Butch Cassidy et son acolyte, Sundance Kid, sont des pilleurs de banques et de trains. Lasse de voir ses convois dévalisés, l'Union Pacific finit par engager l'agence de détectives Pinkerton pour mettre fin à leurs agissements. Au terme d'une traque de plusieurs jours, les deux compères parviennent à semer leurs poursuivants et décident de se faire oublier en se réfugiant en Bolivie.

## Fiche technique
- Titre original : Butch Cassidy and the Sundance Kid
- Titre français : Butch Cassidy et le Kid
- Réalisation : George Roy Hill
- Scénario : William Goldman et George Roy Hill (non crédité)
- Production : John Foreman
- Musique : Burt Bacharach
- Photographie : Conrad L. Hall
- Montage : John C. Howard (en) et Richard C. Meyer
- Société de distribution : 20th Century Fox
- Budget : 6 000 000 USD (estimation)
- Pays de production :  États-Unis
- Langues originales : anglais et espagnol
- Format : noir et blanc (Sepiatone) / couleurs (DeLuxe) – 35 mm – 2,35:1 – mono
- Genre : western
- Durée : 110 minutes
- Dates de sortie : 
  - États-Unis : 24 septembre 1969
  - France : 6 février 1970
- Classification : 16 ans et plus

## Distribution
| - Paul Newman (VF : Marc Cassot) : Butch Cassidy - Robert Redford (VF : Marc de Georgi) : Sundance Kid - Katharine Ross (VF : Nicole Favart) : Etta Place - Strother Martin (VF : Roger Carel) : Percy Garris - Henry Jones (VF : Jean Clarieux) : le vendeur de bicyclettes - Jeff Corey (VF : Pierre Leproux) : le shérif Steve Bledsoe - George Furth (VF : Serge Lhorca) : Woodcock - Cloris Leachman : Agnes - Ted Cassidy : Harvey Logan - Kenneth Mars : le marshal - Donnelly Rhodes : Macon - Jody Gilbert : la grande femme - Timothy Scott : News Carver | - Don Keefer : le pompier - Charles Dierkop : Flat Nose Curry - Pancho Córdova : le gérant de banque - Nelson Olmsted : le photographe - Paul Bryar et Sam Elliott : les joueurs de carte - Charles Akins : le caissier de banque - Eric Sinclair : le vendeur de Tiffany - José Chávez : le commandant de police bolivien (non crédité) - Dave Dunlop : un tireur (non crédité) - Percy Helton : Sweetface (non crédité) - Jorge Russek : le commandant de l'armée (non crédité) - Enrique Lucero (es) : un gardien dans la 1re banque bolivienne (non crédité) |

## Production

### Choix des interprètes
- Steve McQueen a été sollicité pour jouer le rôle de Sundance et le film devait à l'origine s'appeler The Sundance Kid and Butch Cassidy.  Le titre du film est changé lorsque McQueen refuse le rôle.
- Faire jouer Marlon Brando dans le film a sérieusement été envisagé.
- Dustin Hoffman a été sollicité pour jouer le rôle de Butch Cassidy.
- Joanna Pettet devait à l'origine jouer Etta Place mais a refusé le rôle en raison de sa grossesse.

### Tournage
Le tournage du film s'est déroulé du 16 septembre 1968 au 13 mars 1969.

#### Lieux de tournage
- Toutes les scènes censées se passer en Bolivie ont été tournées dans le sud du Mexique, dans la région de Taliacapen entre Cuernavaca et Taxco.
- La scène de l'attaque du train a été tournée près de Durango au Colorado.
- La scène du bar s'est faite au New Sheridan Bar à Telluride.
- La scène où Butch et Sundance font un plongeon dans la rivière a été tournée à la Rivière Animas au Colorado.
- La scène où Butch et Etta Place se baladent à vélo a été tournée au Parc national de Zion dans l'Utah.
- Plusieurs scènes ont été tournées à Saint George et à Snow Canyon dans ce même État.
- La scène du plongeon dans la rivière fut tournée dans une piscine, avec des doublures beaucoup plus petites.

## Distinctions

### Récompenses
- Oscars 1970 : 
  - meilleure photographie pour Conrad L. Hall
  - meilleure musique de film pour Burt Bacharach
  - meilleure chanson originale pour Raindrops Keep Fallin' on My Head de Burt Bacharach et Hal David
  - meilleur scénario original pour William Goldman

- British Academy Film Awards 1971 :
  - meilleur film
  - meilleur réalisateur
  - meilleur scénario
  - meilleure photographie
  - meilleur acteur pour Robert Redford
  - meilleure actrice pour Katharine Ross
- Writers Guild of America : Meilleur scénario original pour William Goldman

### Nominations
- Oscars 1970 : 
  - meilleur réalisateur pour George Roy Hill
  - meilleur film pour John Foreman
  - meilleur mixage de son pour William Edmondson et David Dockendorf
- British Academy Film Awards 1971 : meilleur acteur pour Paul Newman

## Autour du film
- Lorsque Butch et Sundance font le plongeon dans la rivière, ce sont vraiment Paul Newman et Robert Redford qui sautent mais, en réalité, ils tombent sur une corniche située deux mètres en dessous où l'on avait installé un matelas.
- Bob Dylan a été sollicité pour chanter la chanson de Burt Bacharach mais il a refusé.
- C'est Paul Newman qui fait ses propres cascades à vélo, sauf celle où il tombe en arrière de la clôture qui a été faite par le photographe Conrad L. Hall.
- En réalité, les vrais Butch et Sundance ont passé quelque temps en Patagonie avant d'aller finir leur vie en Bolivie.
- La quasi-totalité de l'équipe a eu la diarrhée pour avoir bu de l'eau polluée. Seuls Paul Newman, Robert Redford et Katharine Ross n'ont pas été malades parce qu'ils avaient refusé de boire de cette eau.
- La sœur du vrai Butch Cassidy est venue souvent sur les lieux de tournage et était toujours accueillie à bras ouverts par l'équipe[réf. nécessaire].
- Le tournage a commencé avec la scène de l'attaque du train. Katharine Ross est venue sur le plateau bien qu'elle n'ait aucun rôle à jouer dans cette scène. Le réalisateur George Roy Hill, furieux, lui a interdit de revenir sauf lorsqu'elle aurait une scène à jouer.
- La scène du taureau a été tournée dans l'Utah mais le taureau, lui, était originaire de Californie et il fallut le transporter par avion. Pour le faire charger, les cinéastes ont vaporisé une substance sur ses testicules.
- La dernière scène, celle où Butch et Sundance sont tués après un siège, est historiquement inexacte. Ils ont été tués à San Vicente en novembre 1908. Il n'y avait pas des centaines de soldats boliviens mais seulement deux qui se sont joints à quelques policiers pour les cerner. Seuls un soldat et un policier ont été tués dans l'escarmouche qui eut lieu dans la nuit et non en plein jour comme le montre le film. Ce sont les raisons pour lesquelles le gouvernement bolivien refusa la projection du film dans ce pays à l'époque.
- Le succès du film appelait un autre film. Pour la première fois, au cinéma le film suivant ne fut pas une suite mais une préquelle dans le jargon cinématographique américain, un film dont les événements se passent avant celui de référence : Les Joyeux Débuts de Butch Cassidy et le Kid (Butch and Sundance: The Early Days) de Richard Lester en 1979. Entre-temps en 1976 à la télévision, deux suites au film de Georges Roy Hill, indépendantes l'une de l'autre furent tournées. L'une fut réalisée en 1974 par Marvin Chomsky : Marquée par le destin (Mrs Sundance) ; l'autre en 1976 par Lee Philips : On recherche la femme de Sundance (Wanted : Sundance Woman). Commençant à la mort des deux héros, ces deux téléfilms remettaient en scène Etta. Le premier téléfilm était interprété par Elisabeth Montgomery, le second à nouveau par Katharine Ross.
- Le personnage de Sundance Kid inspire à Robert Redford le nom de son ranch dans l'Utah. Depuis, il reste célèbre grâce au Festival du film de Sundance.
- C'est le film préféré de Jeremy Clarkson